# Hôtel Duffau
L’hôtel Duffau (ou Sénard-Pasquier) est un hôtel particulier situé à Montpellier, dans le département de l'Hérault.

## Histoire
Ce bâtiment fait l’objet d’une inscription au titre des monuments historiques depuis le 7 mars 2002.